# Attentat de Russell Street
 (novembre 2023).
Si vous disposez d'ouvrages ou d'articles de référence ou si vous connaissez des sites web de qualité traitant du thème abordé ici, merci de compléter l'article en donnant les références utiles à sa vérifiabilité et en les liant à la section « Notes et références ».

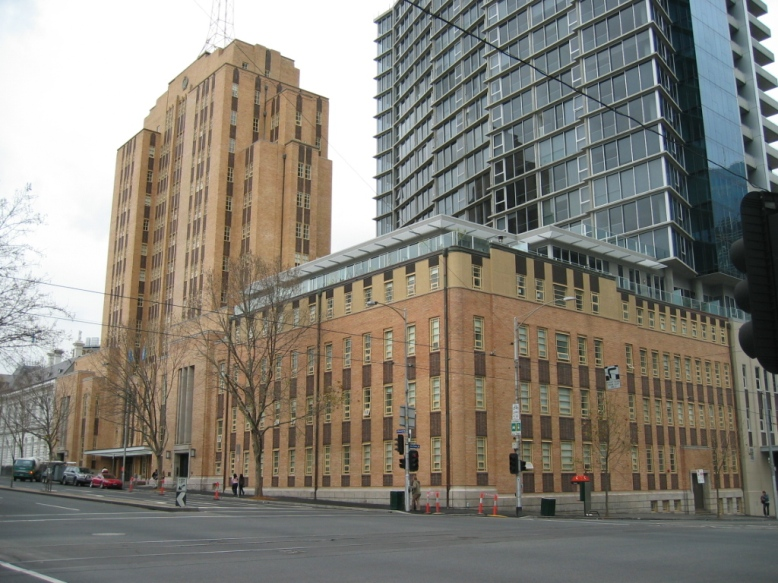
Photo prise par l'utilisateur le 11 juillet 2005. Debout au coin sud-ouest des rues La Trobe et Russell face au nord-est. À noter que l'immeuble a été converti en appartements

L’attentat de Russell Street est un attentat à la voiture piégée qui a eu lieu le 27 mars 1986 au commissariat de Russell Street, à Melbourne, en Australie.
L'explosion a fait 22 blessés et un mort, Angela Taylor, une policière devenue ainsi la première policière australienne tuée en exercice. L'explosion a également causé des dégâts importants au commissariat et aux bâtiments environnants.
Dans le cadre de l'enquête, un groupe de personnes, dont Stan Taylor, Peter Reed, Craig Minogue et Rodney Minogue ont été appréhendés. Le motif de l'attentat semble avoir été une vengeance contre la police. Au procès, Taylor, Reed et Craig Minogue ont été reconnus coupables, tandis que Rodney Minogue a finalement été acquitté en appel. 